# Seznam avstrijskih botanikov
Seznam avstrijskih botanikov.

## A
- Marie Andree-Eysn

## B
- Walter Bitterlich (1908-2008) (gozdar)

## E
- Stephan Endlicher
- Constantin von Ettingshausen

## F
- Eduard Fenzl
- Heinrich Wawra von Fernsee
- Raoul Heinrich Francé
- Karl Fritsch

## G
- Helmut Gams
- Lothar Geitler

## H
- Gottlieb Haberlandt
- Heinrich von Handel-Mazzetti
- August von Hayek
- Emil Johann Lambert Heinricher
- Charles von Hügel

## J
- Joseph Franz von Jacquin
- Erwin Janchen

## K
- Ludwig von Köchel
- Carl Friedrich Kotschy
- Theodor Kotschy

## L
- Hubert Leitgeb
- Karl Linsbauer

## M
- Anton Kerner von Marilaun
- Gregor Mendel
- Joseph Gottfried Mikan
- Hans Molisch

## N
- August Neilreich

## O
- Klaus Oeggl

## P
- Eduard Palla
- Johann Baptist Emanuel Pohl

## R
- Karl Heinz Rechinger
- Friedrich Reinitzer
- Joseph Rock

## S
- Ludwig von Sarnthein
- Johann Andreas Scherer (1755–1844)
- Victor Félix Schiffner
- Eva Schönbeck-Temesy
- Heinrich Wilhelm Schott
- Josef August Schultes
- Julius Hermann Schultes
- Franz Speta
- Otto Stapf

## T
- Leopold Trattinnick

## U
- Franz Unger

## V
- Friedrich Vierhapper
- Wilhelm Voss

## W
- Friedrich Welwitsch
- Richard Wettstein
- Johanna A. Witasek
- Franz Xaver von Wulfen